# Зимски куп Европе у бацачким дисциплинама 2001.
Зимски куп Европе у бацачким дисциплинама 2001. одржан је 17. и 18. марта на стадиону Шарл Ерман у Ници, у Француској. То било прво таакмичење бацаћа, организовано од стране ЕАА (Европске атлетске асоцијације). Учествовао је 151 спортиста 80 мушкараца и 71 жена из 21 земаље.. Званично учествовао 151 спортиста (82 мушкарца и 69 жена) из 22 земље.
Такмичење је садржало такмичење сениора и сениорки у четири олимпијске бацачке дисциплине у појединачној и екипној конкуренцији. У екипном делу учествују све земље које су имале по два представника у свим дисциплинама, који су бодовани збирно по атлетским таблицама. У дисциплинама где је било више такмичара зависно од њихових резултата формиране су по две групе "А " и "Б“.
Најбољи индивидуални резултат остварила је Олга Кузенкова у бацању кладива где је за хитац од 71,30 метара добила 1.164 бода. У мушкој конкуренцији био је шпански бацач кугле Мауел Мартинез са 1.136 поена за бацање од 20,27 м. Постављена су два национална рекорда у бацању кладива за жене, дисциплини која је само годину раније уврштена у олимпијски програм. Трећепласирана Лорејн Шо поставила је британски рекорд од 68,15 м, а осма Сесилија Нилсон шведски рекорд 64,34 м.
Прво такмичње привукло је велики број квалитетних учесника. Учествовало је десет освајача медаља на олимпијским играма и светским првенствима Три победнице зимског купа су касније у августу освојиле медаље и на Светском првенству у Едмонтону: Вита Павлиш је у бацању кугле била трећа, док је Олга Кузенкова и победница у бацању диска Николета Грасу биле другопласиране у својим дисциплинама.

## Земље учеснице
| - Андора 1 (1+0) - Аустрија 2 (2+0) - Белорусија 2 (0+2) - Хрватска 1 (0+1) - Финска 8 (8+0) - Француска 16 (8+8) - Немачка 16 (8+8) - Велика Британија 2 (1+1) | - Грчка 3 (1+2) - Мађарска 1 (0+1) - Италија 16 (8+8) - Литванија 1 (1+0) - Холандија 6 (3+3) - Пољска 6 (4+2) - Португалија 3 (1+2) | - Румунија 6 (2+4) - Русија 16 (8+8) - Шпанија 11 (8+3) - Сан Марино 1 (1+0) - Швајцарска 1 (1+0) - Шведска 15 (7+8) - Украјина 16 (8+8) |

## Освајачи медаља

### Мушкарци
| Дисциплина     |                              | Резултат | Бодови |                              | Резултат | Бодови |                                 | Резултат | Бодови |
| Бацање кугле   | Мануел Мартинез, Шпанија     | 20,27    | 1.136  | Paolo Dal Soglio, Италија    | 19,96    | 1.118  | Gheorghe Guşet, Румунија        | 19,50    | 1.090  |
| Бацање диска   | Тимо Темпури, Финска         | 61,79    | 1.084  | Andrzej Krawczyk, Пољска     | 61,60    | 1.080  | Александар Боричевски, Русија   | 61,22    | 1.074  |
| Бацање кладива | David Chaussinand, Француска | 76,54    | 1.124  | Владислав Пискунов, Украјина | 76,41    | 1.122  | Александрос Пападимитриу, Грчка | 76,36    | 1.121  |
| Бацање копља   | Петер Бланк, Немачка         | 82,10    | 1.097  | Грегор Хеглер, Аустрија      | 80,81    | 1.078  | Бјерн Ланге, Немачка            | 78,60    | 1.047  |

### Жене
| Дисциплина     |                            | Резултат | Бодови |                              | Резултат | Бодови |                                 | Резултат | Бодови |
| Бацање кугле   | Вита Павлиш, Украјина      | 19,47    | 1.129  | Лариса Пелешенко, Русија     | 18,77    | 1.085  | Људмила Сечко, Русија           | 18,54    | 1.079  |
| Бацање диска   | Николета Грасу, Румунија   | 65,54    | 1.143  | Олена Антонова, Украјина     | 61,88    | 1.074  | Мелина Робер-Мишон, Француска   | 61,67    | 1.070  |
| Бацање кладива | Олга Кузенкова, Русија     | 71,30    | 1.164  | Мануела Монтебрин, Француска | 69,72    | 1.138  | Лорејн Шо, Уједињено Краљевство | 68,15 НР | 1.109  |
| Бацање копља   | Татрјана Шиколенко, Русија | 63,96    | 1.150  | Ана Мирела Термуре, Румунија | 62,49    | 1.122  | Клаудија Кослович, Италија      | 57,89    | 1.033  |

## Биланс медаља
| Медаље земље домаћина |

|    | Држава      |   |   |   |    |
| -- | ----------- | - | - | - | -- |
| 1. | Немачка     | 1 | 0 | 1 | 2  |
| 2. | Финска      | 1 | 0 | 0 | 1  |
| 2. | Француска   | 1 | 0 | 0 | 1  |
| 2. | Шпанија     | 1 | 0 | 0 | 1  |
| 5. | Аустрија}   | 0 | 1 | 0 | 1  |
| 5. | Италија     | 0 | 1 | 0 | 1  |
| 5. | Пољска      | 0 | 1 | 0 | 1  |
| 5. | Украјина    | 0 | 1 | 0 | 1  |
| 9. | Грчка       | 0 | 0 | 1 | 1  |
| 9. | Румунија    | 0 | 0 | 1 | 1  |
| 9. | Русија      | 0 | 0 | 1 | 1  |
|    | Укупно (11) | 4 | 4 | 4 | 12 |

|    | Држава               |   |   |   |    |
| -- | -------------------- | - | - | - | -- |
| 1. | Русија               | 2 | 1 | 1 | 4  |
| 2. | Румунија             | 1 | 1 | 0 | 2  |
| 2. | Украјина             | 1 | 1 | 0 | 2  |
| 4. | Француска            | 0 | 1 | 1 | 2  |
| 5. | Италија              | 0 | 0 | 1 | 1  |
| 5. | Уједињено Краљевство | 0 | 0 | 1 | 1  |
|    | Укупно (6)           | 4 | 4 | 4 | 12 |

## Биланс медаља и бодовна табла
|     | Држава               |   |   |   |   | Муш. екипно | Плсман | Жене екипно | Плсман | Збирни поени |
| --- | -------------------- | - | - | - | - | ----------- | ------ | ----------- | ------ | ------------ |
| 1   | Русија               | 2 | 1 | 2 | 5 | 8.386       |        | 8.426       |        | 1.6812       |
| 2   | Украјина             | 1 | 2 | 0 | 3 | 7.981       | 6.     | 8.066       |        | 16.047       |
| 3.  | Француска            | 1 | 1 | 1 | 3 | 8.144       |        | 7.743       |        | 15.887       |
| 3.  | Румунија             | 1 | 1 | 1 | 3 | Н/Д         |        | Н/Д         |        | Н/Д          |
| 5   | Немачка              | 1 | 0 | 1 | 2 | 8.089       | 4.     | 7.677       | 4.     | 15.766       |
| 6.  | Шпанија              | 1 | 0 | 0 | 1 | 7.900       | 7.     | Н/Д         |        | Н/Д          |
| 6.  | Финска               | 1 | 0 | 0 | 1 | 8.057       | 5.     | Н/Д         |        | Н/Д          |
| 8   | Италија              | 0 | 1 | 1 | 2 | 8.352       |        | 7.504       | 5.     | 15.856       |
| 9.  | Аустрија             | 0 | 1 | 0 | 1 | Н/Д         |        | Н/Д         |        | Н/Д          |
| 9.  | Пољска               | 0 | 1 | 0 | 1 | Н/Д         |        | Н/Д         |        | Н/Д          |
| 11. | Грчка                | 0 | 0 | 1 | 1 | Н/Д         |        | Н/Д         |        | Н/Д          |
| 11. | Уједињено Краљевство | 0 | 0 | 1 | 1 | Н/Д         |        | Н/Д         |        | Н/Д          |
| 13. | Шведска              | 0 | 0 | 0 | 0 | 7.369       | 8.     | 6.649       | 6.     | 14.018       |